# Alpha House (Fernsehserie)
Alpha House ist eine US-amerikanische Comedyserie um vier Senatoren, die gemeinsam in einem gemieteten Haus in Washington, D.C. leben. Sie wurde von den Amazon Studios produziert und feierte ihre Premiere am 19. April 2013 bei Amazon Instant Video. In Deutschland wurde die Serie erstmals am 26. Februar 2014 ebenfalls über Amazon Instant Video veröffentlicht. Die Serien-Idee basiert auf der realen Geschichte von vier demokratischen Senatoren, die in Washington unter einem Dach leben.
Die Serie wurde nach der zweiten Staffel eingestellt.

## Handlung
Der republikanische US-Senator Louis Laffer hat sein Haus in der amerikanischen Bundeshauptstadt Washington zu einer Art Polit-WG gemacht: neben ihm wohnen dort noch drei weitere seiner Parteifreunde. Alpha House erzählt den politischen und privaten Alltag der vier Senatoren, die um ihre Wiederwahl kämpfen – eine Mischung aus Polit-Serie und Satire.
Louis Laffer (Matt Maloy), Senator aus Nevada, ist nicht nur der Eigentümer des Hauses, er kümmert sich auch um den Haushalt, unterzieht Putzfrauen-Kandidatinnen einem komplizierten Reinigungs-Wissenstest und hat ein ungewöhnliches Interesse für Frauenmode.
Gil John Biggs (John Goodman), Senator aus North Carolina, interessiert sich als ehemaliger Basketballcoach augenscheinlich mehr für Sport als für seine politischen Aufgaben und überlässt strategische Entscheidungen gern seiner Frau.
Der Afroamerikaner Robert Bettencourt (Clark Johnson) vertritt den Staat Pennsylvania. Er hat eine Schwäche für edle Anzüge. Seine Versuche, angeblich perfekt zusammenpassende Stabs- und Fraktionsmitarbeiter zu verkuppeln, sorgen regelmäßig für Entsetzen und peinliche Momente.
Zu Beginn der Serie frisch eingezogen ist Andy Guzman (Mark Consuelos), Senator aus Florida mit Ambitionen auf das Präsidentenamt. Der Frauenheld ist Sohn kubanischer Einwanderer, politisch extrem wankelmütig und versucht zu verbergen, dass er nur sehr schlecht Spanisch spricht.

## Besetzung
| Rollenname         | Schauspieler/in   | Kurzbeschreibung                                                     | Synchronsprecher/in | Episoden  |
| ------------------ | ----------------- | -------------------------------------------------------------------- | ------------------- | --------- |
| Gil John Biggs     | John Goodman      | Senator von North Carolina, ehemaliger Basketballcoach               | Hartmut Neugebauer  | 1.01–2.10 |
| Robert Bettencourt | Clark Johnson     | Senator von Pennsylvania                                             | Walter von Hauff    | 1.01–2.10 |
| Louis Laffer       | Matt Malloy       | Senator von Nevada                                                   | Claus Brockmeyer    | 1.01–2.10 |
| Andy Guzman        | Mark Consuelos    | Senator von Florida                                                  | Matthias Klie       | 1.01–2.10 |
| Adriana de Portago | Yara Martinez     | kubanisch-US-amerikanische Milliardenerbin, Geliebte von Andy Guzman | Stephanie Kellner   | 1.01–2.10 |
| Tammy Stackhouse   | Alicia Sable      | Stabschefin von Gil John Biggs                                       | Farina Brock        | 1.01–2.10 |
| Maddie Biggs       | Julie White       | Ehefrau von Gil John Biggs                                           | Dagmar Heller       | 1.01–2.10 |
| Aaron Stimsons IV  | Kobi Libii        |                                                                      | Philipp Brammer     | 1.01–2.10 |
| Rosalyn DuPeche    | Wanda Sykes       | Demokratische Senatorin von Illinois, Nachbarin                      | Maria Böhme         | 1.03–2.10 |
| Louise Laffer      | Amy Sedaris       | Ehefrau von Louis Laffer                                             | Bettina Kenter      | 1.02–2.10 |
| Vernon Smits       | Bill Murray       | ehem. Senator                                                        |                     | 1.01–2.01 |
| Shelby Mellman     | Haley Joel Osment | Reporter der Reno Post-Tribune                                       |                     | 1.02–2.05 |

## Episodenliste

### Staffel 1
| Nr. (ges.) | Nr. (St.) | Deutscher Titel | Originaltitel   | Erstausstrahlung USA | Deutschsprachige Erstausstrahlung () | Regie                | Drehbuch                                    |
| --- | --------- | --------------- | --------------- | -------------------- | ------------------------------------ | -------------------- | ------------------------------------------- |
| 1 | 1         | –               | Pilot           | 19. Apr. 2013        | 26. Feb. 2014                        | Adam Bernstein       | Garry Trudeau                               |
| Senator Smits wird inhaftiert, sodass in der Senatoren-WG ein Platz frei wird. Für ihn zieht Senator Andy Guzman ein, im Schlepptau seine schwerreiche Freundin Adriana. Das Liebesleben der beiden sorgt für Unruhe unter den anderen Mitbewohnern, die sich auf ihre Wiederwahl vorbereiten müssen.                                                  |           |                 |                 |                      |                                      |                      |                                             |
| 2 | 2         | –               | No Shame        | 15. Nov. 2013        | 26. Feb. 2014                        | Adam Bernstein       | Garry Trudeau                               |
| Senator Laffer liefert sich in einer Fernsehshow einen Ringkampf mit dem Moderator, während Senator Bettencourt ein Disziplinarverfahren droht. Um sich zu profilieren, entscheiden sich die Senatoren, an einem Truppenbesuch in Afghanistan teilzunehmen.                                                                                            |           |                 |                 |                      |                                      |                      |                                             |
| 3 | 3         | –               | All Weapons Red | 15. Nov. 2013        | 26. Feb. 2014                        | Michael Patrick Jann | Garry Trudeau                               |
| Die Senatoren begeben sich unter dem Schutz einer privaten Sicherheitsfirma nach Afghanistan. Mit dabei sind Adriana sowie der Lokaljournalist Shelby aus Laffers Heimatstaat Reno. Bei einem Raketenangriff wird Senator Laffer am Bein verletzt. |           |                 |                 |                      |                                      |                      |                                             |
| 4 | 4         | –               | Triggers        | 22. Nov. 2013        | 26. Feb. 2014                        | Jake Schreier        | Garry Trudeau                               |
| Der mitgereiste Journalist Shelby stilisiert Laffer wegen seiner Verwundung zum Kriegshelden. Bei einem freundschaftlichen Basketballspiel zwischen Biggs Mitarbeiter und zwei Soldaten kommt es zum Eklat, als Biggs einen der Soldaten verprügelt. Währenddessen organisiert Adriana den Rückflug der Gruppe im Privatjet.                           |           |                 |                 |                      |                                      |                      |                                             |
| 5 | 5         | –               | Hippo Issues    | 29. Nov. 2013        | 26. Feb. 2014                        | Michael Mayer        | Garry Trudeau                               |
| Laffer wird als Held gefeiert. Biggs Ehefrau trifft in Washington an, um sich mit ihm auf eine TV-Debatte mit seinem Herausforderer vorzubereiten. Guzman trifft sich mit dem Wahlkampfmanager Graydon Talbot. |           |                 |                 |                      |                                      |                      |                                             |
| 6 | 6         | –               | Zingers         | 6. Dez. 2013         | 26. Feb. 2014                        | Bob Balaban          | Garry Trudeau                               |
| Biggs trifft auf seinen Gegner Diggers und macht keine gute Figur. Währenddessen kommen sich Laffers Mitarbeiter James und seine Tochter Lola via Internet näher. Talbot schiebt Guzmans Mitarbeiterin Katherine bei einem Treffen einen Gesetzesentwurf für einen unbezahlten Feiertag unter.                                                         |           |                 |                 |                      |                                      |                      |                                             |
| 7 | 7         | –               | Prayer Brunch   | 13. Dez. 2013        | 26. Feb. 2014                        | Bob Balaban          | Garry Trudeau                               |
| Auf Initiative der demokratischen Senatorin DuPeche, die in der Nachbarschaft der Senatoren-WG wohnt, veranstaltet Laffer ein konfessions- und parteiübergreifendes „Gebetsbrunch“. Während die Beteiligten ihre verschiedenen Ansichten nicht zusammenbringen können, kommen sich Biggs Mitarbeiterin Tammy und Bettencourts Mitarbeiter Aaron näher. |           |                 |                 |                      |                                      |                      |                                             |
| 8 | 8         | –               | Ruby Shoals     | 20. Dez. 2013        | 26. Feb. 2014                        | Michael Mayer        | Peter Gwinn, Alison McDonald, Garry Trudeau |
| Bei einer Wahlkampftour setzt sich Biggs in seine Heimatstadt Ruby Shoals ab. Dabei verfolgt ihn eine Journalistin, die schließlich ein sehr persönliches Video von ihm am Strand dreht. Dieses ruft ungeahnte Reaktionen hervor. Senator Bettencourt besucht eine Familie, die sich für Fracking einsetzt, und setzt deren Haus in Brand.             |           |                 |                 |                      |                                      |                      |                                             |
| 9 | 9         | –               | The Rebuttal    | 27. Dez. 2013        | 26. Feb. 2014                        | Jann Turner          | Will Graham, Jared Gruszecki, Garry Trudeau |
| Bettencourt kann eindrucksvoll die gegen ihn erhobenen Bestechungsvorwürfe entkräften und der genesene Laffer kehrt ins Kapitol zurück. Guzman kommt die Ehre zu, die Widerrede gegen Präsident Obama zu halten. Bei der Übertragung fällt ein Scheinwerfer um und verfehlt Guzman nur knapp.                                                          |           |                 |                 |                      |                                      |                      |                                             |
| 10 | 10        | –               | Showgirls       | 3. Jan. 2014         | 26. Feb. 2014                        | Andrew McCarthy      | Garry Trudeau                               |
| Laffer soll Tänzerinnen aus Las Vegas behilflich sein, eine Gewerkschaft zu gründen, und legt sich mit den Brüdern Watts an. Diese sind sowohl Casino-Betreiber als auch Großspender Laffers. Biggs holt die Afghanistan-Reise ein, als ein virales Video von seiner Prügelattacke auftaucht.                                                          |           |                 |                 |                      |                                      |                      |                                             |
| 11 | 11        | –               | In the Saddle   | 10. Jan. 2014        | 26. Feb. 2014                        | Clark Johnson        | Garry Trudeau                               |
| Senator Mower verstirbt und Biggs soll für ihn die Trauerfeierlichkeiten ausrichten. Guzman beginnt eine Affäre mit Martha, dem Hausmädchen der Senatoren-WG. Laffer arrangiert sich gedanklich damit, dass seine Stabschefin Julie lesbisch ist und versucht sich damit zu profilieren.                                                               |           |                 |                 |                      |                                      |                      |                                             |

### Staffel 2
| Nr. (ges.) | Nr. (St.) | Deutscher Titel    | Originaltitel       | Erstausstrahlung USA | Deutschsprachige Erstausstrahlung () | Regie           | Drehbuch                   |
| --- | --------- | ------------------ | ------------------- | -------------------- | ------------------------------------ | --------------- | -------------------------- |
| 12 | 1         | Der Love-Doctor    | The Love Doctor     | 24. Okt. 2014        | 20. März 2015                        | Michael Mayer   | Garry Trudeau              |
| Auf Initiative von Senator Biggs erhält Colonel Grimmel, ein ehemaliger Spieler von ihm, die Medal of Honor. Der Colonel teilt Biggs wenig später mit, dass er gegen ihn als demokratischer Kandidat antreten wird. Derweil sieht sich Senator Guzman mit dem Vorwurf konfrontiert, dass der Scheinwerferunfall nur inszeniert gewesen sei.                                                                       |           |                    |                     |                      |                                      |                 |                            |
| 13 | 2         | Gaffergate         | Gaffergate          | 24. Okt. 2014        | 20. März 2015                        | Andrew McCarthy | Garry Trudeau              |
| Senator Biggs kontaktiert die Casinobesitzer Watts, die ihm bei der Kampagne gegen Col. Grimmel helfen sollen. Der von den Watts-Brüdern produzierte TV-Spot stößt auf ein geteiltes Echo und Biggs muss handeln. Guzman muss die Gerüchte über den gestellten Unfall dementieren und Senator Bettencourt leidet unter der Scheidung von seiner Ehefrau.                                                          |           |                    |                     |                      |                                      |                 |                            |
| 14 | 3         | Der Wettkampf      | The Contest         | 24. Okt. 2014        | 20. März 2015                        | Michael Mayer   | Garry Trudeau              |
| Senator Laffert blamiert sich bei einer Senatsanhörung zu einem Gesetz zum Schutz von homosexuellen Armeeangehörigen. Guzman und Adriana planen ihre Hochzeit. Die Senatoren besuchen eine Comedyshow, bei der Laffert und Senatorin DuPeche als Standup-Comedians auftreten. |           |                    |                     |                      |                                      |                 |                            |
| 15 | 4         | Alarm im Kapitol   | Shelter in Place    | 24. Okt. 2014        | 20. März 2015                        | Andrew McCarthy | Will Graham, Garry Trudeau |
| Biggs Tochter Charlotte, ein Reality-Soap-Star, will mit anderen Senatorentöchtern im Kapitol drehen. Senatorin Stanchion fuchtelt bei einer Kapitol-Führung mit einer Pistole herum, woraufhin es zu einem Großalarm kommt. Senator Biggs kann die Situation klären, während Adriana ein Telefonat zwischen Senator Guzman und der Haushälterin Martha belauscht.                                                |           |                    |                     |                      |                                      |                 |                            |
| 16 | 5         | Abserviert         | The Apparition      | 24. Okt. 2014        | 20. März 2015                        | Michael Mayer   | Garry Trudeau              |
| Senator Biggs entschuldigt sich öffentlich für die Diffamierungskampagne gegen den demokratischen Kandidaten Drimmel. Bettencourt hegt romantische Gefühle für eine Lotteriegewinnerin, während Guzman von Adriana verlassen wird. Das Team um Senator Laffert erfährt, dass Julie durch eine Samenspende schwanger ist. Der Senator stellt sich seinem Gegenkandidaten Penn Jillette und verliert an Zustimmung. |           |                    |                     |                      |                                      |                 |                            |
| 17 | 6         | Das Retreat        | The Retreat         | 24. Okt. 2014        | 20. März 2015                        | Andrew McCarthy | Garry Trudeau              |
| Die Senatoren fahren zur jährlichen Klausurtagung der Republikaner. Guzman hat eine Affäre mit einer Kommunikationstrainerin. Biggs beschließt, sein Profil bei den weiblichen Wählern zu schärfen, während Bettencourt mit der Lotteriegewinnerin intim wird. Am Ende landen die vier Senatoren am Lagerfeuer.                                                                                                   |           |                    |                     |                      |                                      |                 |                            |
| 18 | 7         | Abgezockt          | The Civility Zone   | 24. Okt. 2014        | 20. März 2015                        | Jann Turner     | Garry Trudeau              |
| Sernatorin DuPeche gibt im Haus von Laffer ein Essen für ihren Frauenausschuss. Da alle verreist sind, gibt Biggs den Gastgeber, was ihm ungeahnte Möglichkeiten eröffnet. Guzma versucht ohne Erfolg, Adriana zurückzugewinnen. Laffert lässt sich in einem Casino von seinem Gegenkandidaten abzocken. |           |                    |                     |                      |                                      |                 |                            |
| 19 | 8         | Geouted            | Bugged              | 24. Okt. 2014        | 20. März 2015                        | Bob Balaban     | Will Graham, Garry Trudeau |
| Nachdem Guzman bei seiner Ex-Frau und Psychologin Rat gesucht hat, setzt ihm Adriana ein Ultimatum. Laffert bekommt schlechte Presse als homophober Mormone. Bei einer Pressekonferenz outed er daraufhin seine Mitarbeiterin Julie als lesbisch. Senator Biggs gelingt es, für den Frauenausschuss ein Gesetz durch den Senat zu bringen und wird dafür gefeiert.                                                |           |                    |                     |                      |                                      |                 |                            |
| 20 | 9         | Der Lady-Flüsterer | There Will Be Water | 24. Okt. 2014        | 20. März 2015                        | Antoine Douaihy | Garry Trudeau              |
| Die Senatoren Laffert und Farkus überreden Julie und ihre Freundin zur Eheschließung, die sie wahlkampfwirksam ausschlachten wollen. Bettencourt geht mit Senatorin DuPeche zu einer Spendengala mit überraschendem Ausgang. Biggs wird wegen seines Engagements zur Zielscheibe von Senatorin Sarah Palin. |           |                    |                     |                      |                                      |                 |                            |
| 21 | 10        | Die Hochzeit       | The Nuptials        | 24. Okt. 2014        | 20. März 2015                        | Adam Bernstein  | Will Graham, Garry Trudeau |
| Lafferts Gegenkandidat zieht seine Kandidatur zurück, sodass seine Wiederwahl sicher scheint. Auch die anderen Senatoren haben gute Karten außer Bettencourt, der bis zum Ende um das Ergebnis zittert. Guzman und Adriana versöhnen sich. Währenddessen laufen die Vorbereitungen für die Hochzeit von Julie und Katherine auf Hochtouren.                                                                       |           |                    |                     |                      |                                      |                 |                            |

## Rezeption
Alpha House wurde überwiegend positiv bewertet. Die erste Staffel erreichte bei Metacritic einen Metascore von 68 % basierend auf 18 Rezensionen, bei Rotten Tomatoes waren 72 Prozent der 25 Rezensionen positiv.